# Красне (Молодечненський район)
Красне (біл. вёска Краснае) — село в складі Молодечненського району Мінської області, Білорусь. Село є адміністративним центром Красненської сільської ради, розташоване в західній частині області.